# Copo Collins

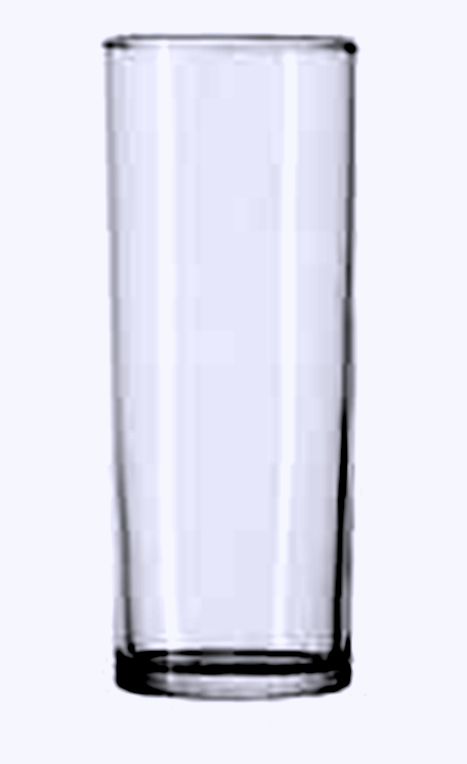
Um Copo Collins vazio

Um Copo Collins é um copo de vidro que pode conter normalmente 300 a 410 mililitros de um líquido. É usado para servir bebidas mistas, especialmente coquetéis Tom Collins ou John Collins. Tem uma forma cilíndrica e é mais estreito e alto do que um copo comum alto ou copo Highball. Um exemplo de tamanho é de 6 centímetros de diâmetro por 17 centímetros de altura.